# Not to Us
Not to Us è il quinto album di Chris Tomlin (il secondo da solista) ed è stato pubblicato il 17 settembre 2002

## Le canzoni
1. Everything - 3:51
2. Enough - 4:20
3. Not to Us - 4:44
4. Wonderful Maker 4:57
5. Famous One - 4:17
6. Come Let Us Worship - 4:24
7. River - 3:48
8. Unchanging 5:46
9. Come Home Running - 3:44
10. Overflow - 4:35[1]